# Nassaraua (estado)
Nassaraua ou Nasaraua (em haúça: Nassarawa) é um estado na região central da Nigéria, criado em 1 de outubro de 1996. Sua capital é a cidade de Lafia. Possui 27 117 quilômetros quadrados e segundo censo de 2016, havia 2 523 400 habitantes.  Atualmente é governado por Umaru Tanko Al-Makura.

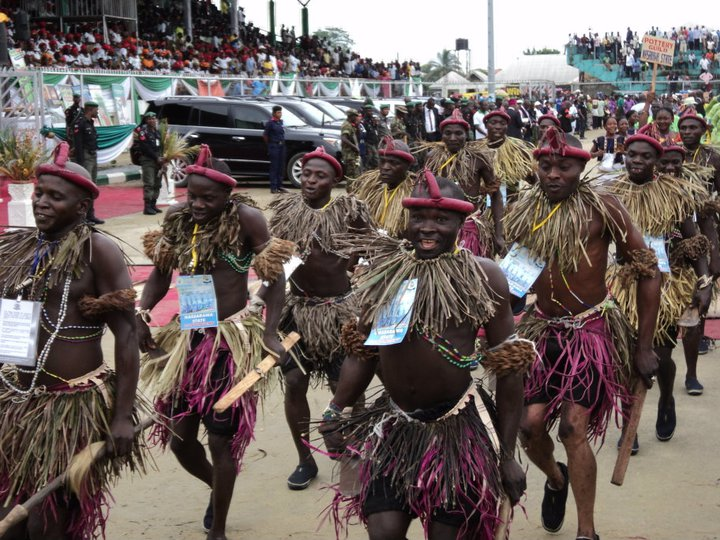
Pessoas de Nasarawa